# Гарбузов Вадим Борисович
Вадим Гарбузов, канадсько-австрійський бальний танцюрист і шоумен, українського походження, напів-фіналіст чемпіонату світу з десяти танців 2006 в аматорах, перший у світі учасник пари чоловік-чоловік у танцях з зірками, переможець цього телешоу в Австрії у 2012 і 2014 роках, чемпіон світу у категорії професіоналів, зі стандартного та латиноамериканського шоу-танцю 2015-2017 років. Онук письменника-фантаста Юлія Гарбузова.

## Біографія
Вадим Борисович Гарбузов народився 8 травня 1987 у Харкові, в Україні та в 1994 році емігрував з батьками до Канади, де у Ванкувері зайнявся бальними танцями у віці семи років. Перебуваючи у постійних переїздах між Харковом та Ванкувером, він відвідував загальноосвітню школу і займався танцями в обох містах.
З партнеркою Надією Дятловою у 2003 році Вадим виграв канадський молодіжний чемпіонат з латини, і в 2004 — зі стандарту =. У тому ж році він переїхав до Австрії, виступаючи за яку з Катрін Менцінгер, у 2005 році увійшов до фіналу чемпіонату світу з десяти танців серед молоді. У 2006 році, вже в категорії дорослих, став чемпіоном Австрії з десяти танців і увійшов до півфіналу чемпіонату світу.
У 2007 році Вадим отримав австрійське громадянство на додаток до канадського. Закінчивши танцювальний факультет Харківської академії фізичної культури, він у 2009 знову став у пару з Катрін Менцінгер, з якою в 2010 увійшов до фіналу кубка Європи з десяти танців. У 2011 Вадим посів четверте з дванадцяти місць у шостому сезоні австрійського телевізійного шоу танців з зірками. Тут з ведучим австрійського телебачення Альфонсом Хайдером він став першим у світі учасником пари чоловік-чоловік у танцях з зірками. У 2012 році Вадим здобувся на перемогу в цьому телевізійному шоу.
З  2012  року  Вадим  постійно бере участь у новій бальній категорїї — шоу.  У  2012  році  в Пекіні він увійшов до фіналу чемпіонату світу з фрістайлу у латиноамериканській категорії. На  початку  2013 року Вадим та Катрін змінили статус на професіоналів WDSF та на своєму  першому професійному  змаганні у Мерано вони посіли четверте місце з фрістайлу у латині. У  2014  році  у  Відні  вони  з  Катрін стали другими на професійному чемпіонаті Європи з шоу в стандарті. У  тому  ж  році  Вадим  у  парі з Роксаною Рапп знову здобув перемогу  на  австрійських танцях з зірками. У жовтні 2014 року в Остраві Вадим та Катрін стали другими на чемпіонаті світу з шоу в латині. В листопаді 2014 Вадим і Катрін стали чемпіонами Європи в професійному латиноамериканському шоу в Дрездені. У грудні 2014 Вадим і Катрін стали другими з 13 пар на чемпіонаті світу з професійного шоу в стандарті в Салоу [Архівовано 19 червня 2017 у Wayback Machine.]., а в червні 2015 вони стали чемпіонами світу з професійного шоу в латині у Відні. В листопаді того ж року вони виграли чемпіонат світу з професійного шоу в стандарті. У березні 2016 Вадим та Катрін виграли чемпіонат Європи з професійного шоу в стандарті, а в вересні цього ж року зайняли перше місце в чемпіонаті Європи з професійного латиноамериканського шоу в Румунії. У квітні 2017 вони знову підтвердили звання чемпіонів світу з професійного шоу в латиноамериканській програмі.
У 2021 році Вадим Гарбузов бере участь у чотирнадцятому сезоні "Танців з зірками" разом з першим німецьким принцом Ніколасом Пушманом, що робить їх першою чоловічою парою в історії шоу.

## Основні результати змагань

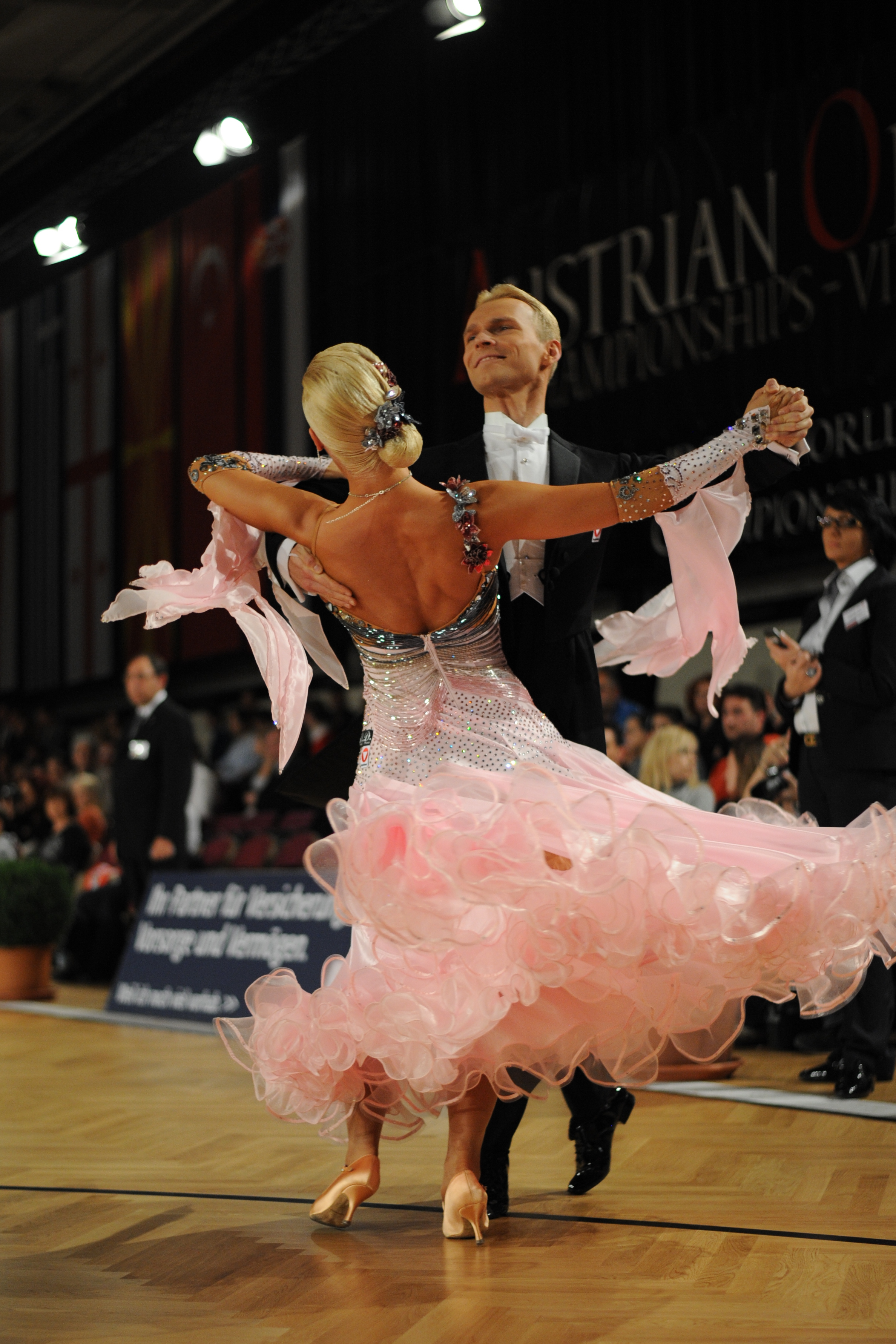
Вадим Гарбузов та Катрін Мензінгер у повільному вальсі

- Чемпіон Канади з латини 2003 року серед молоді у Ванкувері[1]
- Чемпіон Канади зі стандарту 2004 року серед молоді у Монреалі[2]
- Фіналіст світу з десяти танців серед молоді 2005 року в Антверпені[3]
- Чемпіон Австрії з десяти танців 2006 року в Інсбруку[4]
- Півфіналіст світу з десяти танців 2006 року у Москві[5]
- Фіналіст кубку Європи з десяти танців 2010 року у Мінську[6]
- Четверте місце у шостому сезоні австрійських танців з зірками 2011
- Переможець сьомого сезону австрійських танців з зірками 2012
- Фіналіст аматорського чемпіонату світу з фрістайлу у латиноамериканській категорії 2012 року в Пекіні[7]
- Четверте місце у професійному чемпіонаті світу з фрістайлу у латиноамериканській категорії 2013 року в Мерано.[8]
- Друге місце у професійному чемпіонаті Європи з фрістайлу в стандарті 2014  року  у  Відні[9]
- Переможець в австрійських танцях з зірками 2014 року
- У жовтні 2014 року в Остраві Вадим та Катрін стали другими на чемпіонаті світу з шоу в латині.[10]
- В листопаді 2014 Вадим і Катрін стали чемпіонами Європи в професійному латиноамериканському шоу в Дрездені[11]
- Результати чемпіонату світу з професійними шоу в стандарті в Салоу. грудня 2014[12]
- Перше місце в чемпіонаті світу з професійного шоу в латині, червень 2015[13]
- Перше місце в чемпіонаті Європи з професійного шоу в стандарті, березень 2016[18]
- Перше місце в чемпіонаті Європи з професійного шоу в латині, вересень 2016[19]
- Перше місце в чемпіонаті світу з латиноамериканських танців, листопад 2016[20]
- Перше місце в чемпіонаті світу з професійних латиноамериканських танців, квітень 2017[21]
- Чемпіон світу серед професійних танцювальних шоу в стандартній програмі, 2017[22]
- Друге місце в чемпіонаті світу з професійних латиноамериканських танців, квітень 2018[23]
- Друге місце в чемпіонаті світу з професійних латиноамериканських танців, листопад 2018[24]
- Бронзовий призер професійного чемпіонату світу зі стандартних танців, 2018[25]
- Віце-чемпіон світу зі стандартних танців, 2019[26]
- Срібний призер чемпіонату світу з латиноамериканських танців, липень 2022[27]